# Omocrates mendax
Omocrates mendax är en skalbaggsart som beskrevs av Louis Albert Péringuey 1902. Omocrates mendax ingår i släktet Omocrates och familjen Melolonthidae. Inga underarter finns listade i Catalogue of Life.